# 筋肉少女帶
筋肉少女帶（日语：／ Kinniku Shōjo Tai），是一个日本前衛搖滾樂團，组建于1982年，主要活跃于1980年代後半至1990年代末后，随后便销声匿迹。2006年宣布全面復出，乐团簡稱「筋少」，英文則是使用「King-Show」作表示（初期則用「KIN-SHOW」）。

## 經歷

### 從結成到獨立製作
創團起於1979年，由當年只有13歲就讀初中的大槻賢二與內田雄一郎兩人組成（別稱。得名於大槻的綽號）。演奏的樂器方面，內田負責彈奏電子琴，大槻則是敲打專門用來進行足部按摩的青竹板。但因為顧及到學業的關係，所以成立不久之後解散。
1982年，升上高中的大槻和內田兩人再次組團取名為「筋肉少年少女隊」。4月6日首次在新宿JAM舉行Livehouse演唱「傳染病解散現場」正式出道。
1984年，改為今名「筋肉少女帶」，於冷門良曲中獨立製作出道。
1985年鍵盤手三柴江戶藏加入筋少的演唱活動（起初是支援樂手。1986年3月正式加入）。
1987年發表自主製作的迷你單曲『高木布傳說』在冷門良曲掀起了話題。獲得當地的深夜節目「冗談畫報」、「11PM」的通告在電視上演出。

### 正式出道到樂團的興盛與衰落
面對形形色色的樂手的加入與退出之下仍持續進行活動的演出。1988年6月於唱片公司TOY'S FACTORY同步發行他們的首張專輯『佛陀L』及單曲『釋迦』正式出道（第18期組員）。不過半年之後發行第2張直專輯時是由第21期的組員錄製。
1989年2月受到三柴脫離的影響，及本城賦歸和另一位吉他手橘高文彥加入筋少之下，發表「大槻賢二的All Night-NIPPON」（第22期）。同年發行的第3張專輯收錄了當年的廣告歌曲『日本印度化計畫』引發話題，接著發表新單曲『元祖高木布傳說』使筋少聲名大噪。
1990年2月7日首次進軍武道館現場公演。至1994年為止總計有4次進軍武道館現場公演。
1992年發行Best Album『筋少的大車輪』的歌曲內容集結了出道以來以往組員的演奏，並收錄新歌「大釋迦」。同年9月，筋少隸屬的唱片公司因面臨財務危機，故在翌年1993年下半年選擇終止契約。
後橘高和大槻兩人分別在1994年和1995年各自發行自己的個人專輯，隨後每位成員各自專注於個人活動。
1994年加入MCA Records，不僅如此更在1996年移籍進入Mercury Records。

### 從活動凍結到單飛
1998年，筋少又再面臨唱片公司的倒閉危機，使得成員們的心理失衡、彼此互動的動機減少等交疊的結果，而主唱大槻在這幾天下來感受到作為筋少的一員已到達了極限。
經過樂團盛衰期之後，成員們依舊保持擁有的個人特色繼續從事演出活動。同年7月，鼓手太田在澀谷公會堂的現場演出公然宣布退團，而暫停了一切活動。
同年9月，大槻、內田與三柴等人和更早以前已經離開筋少的樂手們組成『'80年代的筋肉少女帶』以限定演出方式舉行巡迴演唱（後發行從獨立製作開始發展的視頻影像）。
1999年5月，心力交瘁的大槻在隔月6月宣布退團。只剩下內田和本城兩人面臨筋少的解散危機。出乎意料的是內田和本城仍堅決要保住這支樂團。同年7月，兩人正式宣布筋肉少女帶「凍結」並非「解散」。

### 尋求和解到復出
2006年，大槻和內田與大槻的舊友KERA共組樂團舉行復出的現場演唱。不僅如此，大槻和橘高兩人更進一步得到另一位舊友三柴等人的支持，組成雙人搭檔「大槻賢二與橘高文彥」。2007年播出瀧本龍彥的原作小說，由大槻負責漫畫版作畫改編的電視動畫《歡迎加入NHK！》時，瀧本曾公開聲稱是筋肉少女帶的歌迷，因此邀請這兩位雙人搭檔提供樂曲作主打。
同年4月至7月大槻在《週刊ASCII》（KADOKAWA／ASCII Media Works發行）雜誌上發表他的個人連載小說《筋肉少女帶物語》第1部。
在小說第1部最終回發表之前的7月22日。兩位神秘嘉賓前往「大槻賢二與橘高文彦」在惠比壽舉辦的小型演唱會現場，而這兩位神秘嘉賓是先前決心保住筋少的內田和本城。隨後大槻和橘高重新賦歸，同年12月28日4人重新出發前往進行他們的復出演唱，睽違8年從凍結狀態中旋風再起。
2007年3月再次和TOY'S FACTORY合作發行他們久違的Best Album『筋肉少女帶 復活究極精選 大公式』。
同年9月，發行他們復出之後第一張的原創、和睽違10年的新專輯『新人』。
2008年9月21日舉辦出道20週年紀念公演，這也是睽違14年第5次進軍武道館進行現場公演。
2013年4月起移籍成為德間日本傳播的旗下藝人。

## 成員

### 正規成員（截至2016年）
主唱：大槻賢二（大槻ケンヂ，1966年2月6日—）。出身於東京都中野區（在籍期間：1982年－1999年，2006年－）。
2006年7月重新賦歸。
貝斯：內田雄一郎（内田雄一郎，1966年2月8日—）。出身於東京都中野區（在籍期間：1982年－）。
吉他：本城聰章（本城聡章，1964年9月10日—）。出身於東京都（在籍期間：1982年－1985年，1989年－）。
吉他：橘高文彥（橘高文彦，1965年12月27日—）。出身於大阪府枚方市（在籍期間：1989年－1999年，2006年－）。
2006年7月重新賦歸。
哥哥為日本職業麻將第24期的麻雀名人，橘高正彥。

### 支援樂手
鍵盤手：三柴理（三柴理，1965年1月15日—）。出身於東京都港區。曾於1986年－1989年（第13－21期）間在籍。
舊名三柴江戶蔵（日语：三柴江戸蔵）。舊名派生自他的綽號。
即使已經退出仍以正規樂手的身分與大槻等人陪同持續參加「'80年代的筋肉少女帶」、「特撮」等樂團的公演。於筋少「凍結」期間以支援樂手的身分參加大槻的獨奏活動或「大槻賢二與橘高文彥」雙人搭檔的現場公演。2006年12月的復出演唱擔任支援鋼琴手與鍵盤手。
鼓手：長谷川浩二（長谷川浩二，1965年4月4日— ）。出身於神奈川縣横濱市。
於筋少復出之後持續參加他們的音樂錄製與公演活動。並在2007年的巡迴演出後成為筋少少數重要的支援樂手。
他也是另一組最資深的搖滾樂團「阿飛合唱團 (THE ALFEE)」（1983年～2005年）和Cube-ray的專屬支援樂手。身為阿飛格外的支援樂手卻擅長不按牌理出牌的音樂取向，讓阿飛的成員給他最有本事足以應對的評價肯定。
※關於支援鼓手
除了上述說明的支援樂手之外，還有Fumihiko Kitsutaka's Euphoria的鼓手湊雅史、歌手扇愛奈與The Sectors的內田及客串的矢野一成参加演出。2008年之後一致由長谷川參加樂曲製作。
即使先前講到長谷川在現場公演被任命為第一線的支援樂手，但偶爾還是會起用其他鼓手。
以下樂手則以參加年份的順序記載。詳細的演出經歷之內容可點選各樂手的個別頁面進行確認。
河塚篤史：2006年／復出公演、2012年11月／幕張展覽館、2013年9月／澀谷CLUB QUATTRO。
原治武：2007年／巡迴公演、電視演出。
Funky末吉：2009年11月／澀谷C.C.Lemon公會堂、2010年9月／兩天現場公演。
真矢：2009年12月／SHIBUYA-AX。
山口"PON"昌人：2011年5月／赤坂BLITZ。

### 前任樂手
鼓手：太田明（太田明，1965年6月30日—）。出身於東京都。1988年－1998年（第19－22期）間在籍。
俗稱「'90年代的筋少」的組員之一。於1998年8月退出。
後在2008年曾以特別嘉賓的身分參加出道20週年紀念「馬戲團，賦歸武道館！」的現場公演。2013年的出道25週年紀念專輯《公式Self-cover best 4分之一世紀》僅參與1首新曲的錄製進行。
橘高表示：「太田在筋少是永遠缺席的鼓手」。
鼓手：美濃介（美濃介、1965年4月25日 -）。出身於東京都立川市。1986年－1989年（第6、9－18期）間在籍。
於獨立製作到出道為止都在筋少效力的鼓手。
2008年在出道20週年的紀念公演「馬戲團，復歸武道館！」負責合音和吉他彈奏。
吉他：關口博史（関口博史）。1987年－1988年（第18期）間在籍。
來自另一組龐克樂團奇形兒。於參加出道專輯「佛陀L」的錄製待在筋少，退團之後轉隊加入ばちかぶり。
1998年以特別嘉賓的身分參加「'80年代的筋肉少女帶」的現場公演。
吉他：石塚BERA伯廣（石塚BERA伯広。出身於東京都。1985年－1986年（第12－13期）間在籍。
吉他：友森昭一（友森昭一，1966年1月13日—）。出身於福岡県。1987年（第15期）在籍。
AUTO-MOD、REBECCA的前樂手。與石塚BERA是高中的同屆同學。
「'80年代的筋肉少女帶」的組員之一。

### 曾經支援的主要樂手
横關敦（ex BRONX）。吉他手
參加期間：1988年10月－1989年2月。
從第二張專輯「元祖高木布傳說」的錄製進行之後持續參加巡迴演出。1998年的「'80年代的筋少」與2008年的出道20週年紀念「馬戲團，賦歸武道館！」現場公演以特別嘉賓的身分參加。
秦野猛行
參加期間：1989年2月－1998年。
自從三柴退出之後持續參加筋少的活動有9年，成為「'90年代的筋少」中參加最久的支援樂手。
除了2007年復出的第一張專輯「新人」之外，2008年的出道20週年紀念「馬戲團，賦歸武道館！」現場公演以特別嘉賓的身分參加。
久保田安紀（ex 高円寺百景）
參加期間：1985年－1997年。
為筋少的唯一女性組員，從獨立製作到活動凍結為止有長達12年的時間，以合音和女性主唱的身分參加過許多音樂錄製活動。
另外在1990年到1991年的巡迴演出期間破例以主唱身分，跟大槻共同演唱歌曲。

## 成員變遷
※記號表示為支援成員。
|        | 時期         | 主唱 (Vocal)                      | 貝斯 (Bass) | 吉他手 (Guitar)         | 鍵盤手 (Keybord)     | 鼓手 (Drums)   | 備註 |
| 第1期  | 1982年2月－  | 大槻賢二 (w/Bass)                 | －          | 湯米高橋                | 內田雄一郎           | 鈴木 (w/Vocal) | 以『筋肉少年少女隊』的名義結成。在業餘界出道。                                                                                  |
| 第2期  | 1982年5月－  | 大槻賢二                          | 內田雄一郎  | 湯米高橋                | －                   | 鈴木           | 改名為『筋肉少女隊』。大槻、內田相互交換自身演奏的位置。                                                                        |
| 第3期  | 1982年7月－  | 大槻賢二                          | 內田雄一郎  | 湯米高橋                | 渡邊                 | 鈴木           | |
| 第4期  | 1982年11月－ | 大槻賢二                          | 內田雄一郎  | 本城聰章                |                      | 鈴木           | 本城加入筋肉少女隊。 |
| 第5期  | 1983年4月－  | 大槻賢二                          | 內田雄一郎  | 本城聰章                |                      |                | |
| 第6期  | 1983年7月－  | 大槻賢二                          | 內田雄一郎  | 本城聰章                |                      | 美濃介         | |
| 第7期  | 1984年5月－  | 大槻賢二                          | 內田雄一郎  | 本城聰章                |                      | (from 有頂天)  | 地下樂團身份出道。 |
| 第8期  | 1984年7月－  | 大槻賢二                          | 內田雄一郎  | 本城聰章                | －                   |                | |
| 第9期  | 1984年8月－  | 大槻賢二                          | 內田雄一郎  |                         | －                   | 美濃介         | |
| 第10期 | 1984年9月－  | 大槻賢二 中丸榮子 (Backing Vocal) | 內田雄一郎  | 後藤                    | －                   | 美濃介         | |
| 第11期 | 1984年10月－ | 大槻賢二                          | 內田雄一郎  | 本城聰章                | －                   | 美濃介         | 改為今名『筋肉少女帶』。本城賦歸筋少。 於參加「」中推出初音源。                                                                 |
| 第12期 | 1985年4月－  | 大槻賢二                          | 內田雄一郎  | 石塚BERA伯廣            | －                   | 美濃介         | 發表「哆囉囉的腦髓傳說」。 |
| 第13期 | 1986年3月－  | 大槻賢二                          | 內田雄一郎  | 石塚BERA伯廣            | 三柴江戶藏 (w/Piano) | 美濃介         | |
| 第14期 | 1986年11月－ | 大槻賢二                          | 內田雄一郎  | 中村哲夫                | 三柴江戶藏 (w/Piano) | 美濃介         | 發表「望美、香苗、玉枝」。 |
| 第15期 | 1987年4月－  | 大槻賢二                          | 内田雄一郎  | 友森昭一 (from REBECCA) | 三柴江戶藏 (w/Piano) | 美濃介         | 發表「高木布傳說」。 |
| 第16期 | 1987年8月    | 大槻賢二                          | 內田雄一郎  | ※DD小卷                 | 三柴江戶藏 (w/Piano) | 美濃介         | 包含數度現場演出。 |
| 第17期 | 1987年8月－  | 大槻賢二                          | 內田雄一郎  | (from GO-BANG'S)        | 三柴江戶藏 (w/Piano) | 美濃介         | |
| 第18期 | 1987年9月－  | 大槻賢二                          | 內田雄一郎  | 關口博史                | 三柴江戶藏 (w/Piano) | 美濃介         | 發行第一張單曲「釋迦」與首張專輯「佛陀L」。                                                                                     |
| 第19期 | 1988年7月－  | 大槻賢二                          | 內田雄一郎  | 加藤卓之                | 三柴江戶藏 (w/Piano) | 太田明         | |
| 第20期 | 1988年9月－  | 大槻賢二                          | 內田雄一郎  | －                      | 三柴江戶藏 (w/Piano) | 太田明         | 由於加藤在巡迴演出途中退團，在吉他手無人接替之下提前結束行程。                                                                  |
| 第21期 | 1988年10月－ | 大槻賢二                          | 內田雄一郎  | ※横關敦                 | 三柴江戶藏 (w/Piano) | 太田明         | 發表「SISTER STRAWBERRY」。 |
| 第22期 | 1989年2月－  | 大槻賢二                          | 內田雄一郎  | 本城聰章 橘高文彥       | ※秦野猛行            | 太田明         | 本城再度復歸，橘高加入筋肉少女帶。 自出道以來已經明確固定組員，之後發表多許多單曲、專輯。                                       |
| －     | 1998年9月    | 大槻賢二                          | 內田雄一郎  | 石塚BERA伯廣 友森昭一   | 三柴理 (w/Piano)     | ※小畑幫浦      | 在進行限定演出期間和已離開的組員組成『'80年代的筋肉少女帶』。 照樣舉行巡迴演唱。                                                |
| 第23期 | 1999年7月－  | －                                | 內田雄一郎  | 本城聰章                | －                   | －             | 1998年8月，受到太田退團的影響停止活動。 1999年7月，受到橘高、大槻退團的影響活動凍結。 以『KING-SHOW』的名義參加少數的總括專輯。 |
| 第24期 | 2006年7月－  | 大槻賢二                          | 內田雄一郎  | 本城聰章 橘高文彥       | ※三柴理 (w/Piano)    | ※長谷川浩二    | 睽違8年以『'90年代的筋肉少女帶』復出。 ※有時以支援鼓手的身分參加演出。                                                          |

## 作品列表
※部分歌曲日文直譯。indies=地下時期音樂作品。

### 單曲
|        | 單曲名稱 （日文名稱）                 | 規格      | 產品銷售編號          | 日期           | 備註          |
| ------ | ------------------------------------- | --------- | --------------------- | -------------- | ------------- |
| indies | 高木布傳說 （）                       | EP        | NG-042                | 1987年7月      |               |
| 1st    | 釋迦 （）                             | EP        | 10309-04              | 1988年6月21日  |               |
| －     |                                       | CD        | 82004                 | 1989年4月19日  | [ 注 6 ]      |
| 2nd    | 元祖高木布傳說 （）                   | CD        | 20362                 | 1989年12月5日  |               |
| 3rd    |                                       | CD        | TFDC-28001            | 1990年9月5日   |               |
| 4th    |                                       | CD        | TFDC-28005            | 1991年7月5日   |               |
| 5th    | 冰的世界 （）                         | CD        | TFDC-28007            | 1992年2月21日  | [ 注 7 ]      |
| 6th    |                                       | CD        | TFDC-28011            | 1992年6月21日  |               |
| 7th    |                                       | CD        | TFDC-28015            | 1993年3月21日  |               |
| 8th    |                                       | CD        | TFDC-28017            | 1993年5月21日  |               |
| 9th    | 蜘蛛絲 （）                           | CD        | MVDD-13               | 1994年1月25日  |               |
| 10th   | 香菜，我會把你的腦袋變好 （香菜、頭をよくしてあげよう）         | CD        | MVDD-16               | 1994年5月21日  |               |
| 11th   |                                       | CD        | MVDD-19               | 1994年11月23日 |               |
| 12th   | 真實浪漫 （）                         | CD        | MVDD-37               | 1996年3月6日   |               |
| 13th   |                                       | CD        | PHDL-1073             | 1996年11月25日 |               |
| 14th   | 小小的戀愛旋律 （）                   | CD        | PHDL-1080             | 1997年1月29日  |               |
| 15th   | -狂人間明-                            | CD        | PHDL-1088             | 1997年4月30日  |               |
| 16th   | 221B戰記 （221B戦記）                         | CD        | PHDL-1102             | 1997年9月3日   | [ 注 8 ]      |
| 17th   |                                       | CD        | TFCC-89218            | 2007年9月5日   |               |
| 18th   |                                       | CD        | TFCC-89254            | 2008年8月27日  |               |
| －     | 地獄的阿囉哈 （）                     | CD+DVD    | TKCA-74221 TKCA-74225 | 2015年5月13日  | 限定盤 通常盤 |
| 19th   | 混合的危險 （混ぜるな危険）                       | CD+DVD CD | TKCA-74245 TKCA-74249 | 2015年8月5日   | 限定盤 通常盤 |
| 20th   | 每週輪替的奇蹟神話 （週替わりの奇跡の神話）               | CD+DVD CD | TKCA-74353 TKCA-74357 | 2016年4月20日  | 限定盤 通常盤 |
| 21st   | 人箱男 (筋少×卡拉OK DAM合作歌曲) （人から箱男 (筋少×カラオケDAMコラボ曲)） | CD+DVD CD | TKCA-74401 TKCA-74402 | 2016/10/26     | 限定盤 通常盤 |

### 原創專輯
|        | 專輯名稱 （日文名稱）       | 規格             | 產品銷售編號                       | 日期                         | 備註                   |
| ------ | --------------------------- | ---------------- | ---------------------------------- | ---------------------------- | ---------------------- |
| indies | 哆囉囉的腦髓傳說 （）       | 小巧迷你LP       | NG-017                             | 1985年8月                    |                        |
| indies | 望美、香苗、玉枝 （）       | 45轉12英吋唱盤   | NG-036                             | 1987年3月                    |                        |
| 1st    | 佛陀L （）                  | LP 卡式錄音帶 CD | 30304-28 50304 80304-32 TFCC-86302 | 1988年6月21日 2009年7月22日  | 再發盤                 |
| 2nd    | SISTER STRAWBERRY           | LP 卡式錄音帶 CD | 30322-20 50322 80322-20 TFCC-86303 | 1988年12月21日 2009年7月22日 | 再發盤                 |
| 3rd    |                             | 卡式錄音帶 CD    | 50350 80350 TFCC-86304             | 1989年7月5日 2009年8月19日   | 再發盤                 |
| 4th    | 馬戲團回到帕諾拉馬島 （）   | 卡式錄音盤 CD    | VPTC-50362 VPCC-80362 TFCC-96305   | 1990年2月5日 2009年8月19日   | 再發盤                 |
| 5th    | 月光蟲                      | CD               | TFCC-88003 TFCC-86306              | 1990年11月21日 2009年8月19日 | 再發盤                 |
| 6th    | 斷罪！斷罪！還是斷罪！ （） | CD               | TFCC-88010 TFCC-86307              | 1991年7月21日 2009年9月16日  | 再發盤                 |
| 7th    | 為了伊莉絲 （）             | CD               | TFCC-88021 TFCC-86308              | 1992年5月21日 2009年9月16日  | 再發盤                 |
| 8th    | UFO與戀人 （）              | CD               | TFCC-88030 TFCC-86309              | 1993年4月25日 2009年9月16日  | 再發盤                 |
| 9th    | 妄想網罟座 （）             | CD               | MVCD-13                            | 1994年4月21日                |                        |
| 10th   | 史黛西的美術 （）           | CD               | MVCD-33                            | 1996年3月23日                |                        |
| 11th   | 閃閃發亮與輝煌事物 （）     | CD               | PHCL-5041                          | 1996年12月9日                |                        |
| 12th   | 最後的聖戰 （）             | CD               | PHCL-5057                          | 1997年10月15日               |                        |
| 13th   | 新人                        | CD               | TFCC-86234                         | 2007年9月5日                 |                        |
| 14th   | SEASON2 （）                | CD               | TFCC-86297                         | 2009年5月20日                |                        |
| 15th   |                             | CD               | TFCC-86326                         | 2010年6月2日                 |                        |
| 16th   | THE SHOW MUST GO ON         | CD+DVD CD        | TKCA-74148 TKCA-74152              | 2014年10月8日                | 限定盤 通常盤          |
| 17th   |                             | CDx3+DVD CD      | TKCA-74266 TKCA-74270              | 2015年10月7日                | 限定盤 通常盤          |
| 18th   | Future！                    | CD+BD CD+DVD CD  | TKCA-74581 TKCA-74582 TKCA-74583   | 2017/10/25                   | 限定盤A 限定盤B 通常盤 |

### 概括專輯
※Best Album=精選專輯，Single Best=單曲精選輯，Concept Best=概念精選輯，Self-cover Album=自我翻唱專輯。
|                   | 專輯名稱 （日文名稱）                        | 規格        | 產品銷售編號          | 日期                       | 備註      |
| ----------------- | -------------------------------------------- | ----------- | --------------------- | -------------------------- | --------- |
| Best Album        | 筋肉少女帶 冷門良曲集 （）                   | CD          | NG-064                | 1990年1月25日              |           |
| Best Album        | 筋少的大車輪 （）                            | CD          | TFCC-88019            | 1992年3月21日              |           |
| Single Best       | 筋少的大水銀 （）                            | CD×2        | TFCC-88035～6         | 1993年11月1日              |           |
| Best Album        | 筋少MCA Victor在籍時 BEST&CULT （）          | CD          | MVCD-42               | 1996年12月18日             |           |
| Concept Best      | SAN FRANCISCO                                | CD          | PHCL-5094             | 1998年6月29日              |           |
| Live Track集      | '80年代的筋肉少女帶 （）                     | CD          | UGSCL0001             | 1998年9月29日              |           |
| Sound Track       | CRAZY MAX 1st. PRODUCED BY KING-SHOW         | CD          | CMAX001               | 2000年7月                  | [ 注 10 ] |
| Best Album        | 超值/筋肉少女帶 （）                         | CD          | UUCH-8005             | 2001年12月19日             |           |
| Live Track集      | 筋少的大海賊 vol.1 （）                      | CD          | TRCL-0008             | 2002年12月26日             |           |
| Live Track集      | 筋少的大海賊 vol.2 （）                      | CD          | TRCL-0009             | 2003年2月20日              |           |
| Best Album        | GOLDEN☆BEST 筋肉少女帶 ～環球唱片精選～ （） | CD          | UPCY-6115 UPCY-9298   | 2006年3月1日 2012年12月5日 | 再發盤    |
| Best&Rare Track集 | 筋肉少女帶 冷門良曲精選 （）                 | CD          | DDCH-2515             | 2006年6月21日              |           |
| Best Album        | 筋肉少女帶 復活究極精選 大公式 （）          | CD×2        | TFCC86217             | 2007年3月14日              |           |
| Best Album        | 大公式2                                      | CD          | TFCC86249             | 2008年3月19日              |           |
| Self-cover Album  | 公式Self-cover best 4分之一世紀 （）         | CD          | TKCA-73905            | 2013年5月29日              |           |
| Best Album        | 再結成10週年完美精選+2 （再結成10周年パーフェクトベスト+2）                  | 2CD 2CD+DVD | TKCA-74429 TKCA-74428 | 2016/10/26                 |           |

### 影片
| 影片名稱（日文名稱）                                                       | 規格                       | 產品銷售編號                     | 日期                        | 備註                          |
| -------------------------------------------------------------------------- | -------------------------- | -------------------------------- | --------------------------- | ----------------------------- |
| KIN-SHOW的大殘酷 （KIN-SHOWの大残酷）                                                      | VHS                        | 60501                            | 1988年7月21日               |                               |
| 筋肉少女帶 at 武道館 （）                                                  | VHS LD DVD                 | VPVQ-66117 VPLQ-76117 TFBQ-18085 | 1990年4月25日 2008年7月23日 | [ 注 11 ]                     |
| 三年擊殺 （三年殺し）                                                              | VHS LD                     | TFVQ-68003 TFLQ-78003            | 1991年8月5日                |                               |
| 筋少祭！90分鐘 （筋少祭りだ!90分）                                                        | VHS LD DVD                 | TFVQ-68013 TFLQ-78013 TFBQ-18086 | 1992年7月5日 2008年7月23日  | [ 注 11 ]                     |
| science fiction double feature ～筋肉少女帶 Live & PV-clips～              | VHS×2                      | PHVL-7801～2                     | 1998年3月18日               |                               |
| 80's 筋少Live & clip                                                       | VHS                        | UGSVP1                           | 1998年12月10日              |                               |
| THE 和解！復活！筋肉少女帶 ～馬戲團回到帕諾拉馬島'06～ （THE·仲直り！復活！筋肉少女帯 ～サーカス団パノラマ島へ帰る'06～）                | DVD                        | TFBQ-18072                       | 2007年3月14日               |                               |
| SPACE SHOWER ARCHIVE 筋肉少女帶 LIVE 9103                                  | DVD                        | DEJR-1009                        | 2007年6月22日               |                               |
| 馬戲團，賦歸武道館 （）                                                    | DVD                        | TFBQ-18093                       | 2008年12月17日              |                               |
| 三年擊殺&KIN-SHOW的大殘酷 （三年殺し & KIN-SHOWの大残酷）                                             | DVD                        | TFBQ-18102                       | 2009年12月2日               |                               |
| 1st～8thSP                                                                 | DVD                        | TFBQ-18104                       | 2010年4月21日               |                               |
| 2011.5.28 赤坂BLITZ ～DVD～                                                | DVD×2                      | OKHU1001～2                      | 2011年10月1日               | [ 注 12 ] [ 注 13 ]           |
| 筋少動畫01                                                                 | DVD                        | OKHU1003                         | 2012年5月26日               | [ 注 14 ] [ 注 12 ] [ 注 15 ] |
| 筋肉少女帶出道25週年紀念「4分之一世紀 LIVE」at 中野太陽廣場 2013.6.22 （筋肉少女帯メジャーデビュー25周年記念「4半世紀 LIVE」at 中野サンプラザ 2013.6.22） | DVD×2                      | OKHU1004～5                      | 2013年10月1日               | [ 注 12 ] [ 注 16 ]           |
| THE SHOW MUST GO ON ～Live In OSAKA～                                      | DVD×3+CD×2 DVD×3           | TKBA-1223 TKBA-1224              | 2015年3月4日                | 限定盤 通常盤                 |
| （）TOUR in TOKYO                                                          | Blu-ray+CD×2 Blu-ray DVD×2 | TKXA-1091 TKXA-1092 TKBA-1233    | 2016年2月24日               | 限定盤 通常盤                 |

### 參與作品
※包含新規錄音作品。
| 標題 （收錄歌曲）                                                                                 | 規格  | 產品銷售編號                         | 日期                                                    | 備註            |
| ------------------------------------------------------------------------------------------------- | ----- | ------------------------------------ | ------------------------------------------------------- | --------------- |
| （／肉的王者／釋迦）                                                                              | LP CD | NG-010L NG-078                       | 1984年12月 1992年9月                                    | [ 注 17 ]       |
| （）                                                                                              | LP CD | AY28-12 APCA-63 APCA-3022 TECN-20805 | 1987年2月21日 1992年7月21日 1995年7月21日 2002年8月21日 | 再發盤 三度發盤 |
| （／高木布傳說／釋迦）                                                                            | VHS   | NG-050 NG-086                        | 1988年3月 1992年12月                                    | 再發盤          |
| 地獄賞賛 KISS （）                                                                                | CD    | PHCL-5085                            | 1998年2月25日                                           | [ 注 20 ]       |
| ATOM KIDS Tribute to the king "O.T." （海）※「GO GO」                                             | CD    | WPC6-8522                            | 1998年11月26日                                          | [ 注 22 ]       |
| TRIBUTE TO MODERN DOLLZ “}越俺” （）                                                              | CD    | UKCD-1099                            | 2002年10月4日                                           | [ 注 23 ]       |
| Sirius ～Tribute to UEDA GEN～ （）                                                               | CD    | VICL-62999                           | 2008年9月24日                                           | [ 注 24 ]       |
| Fumihiko Kitsutaka 25th Anniversary ～LIVE！DREAM CASTLE～ （桃子／／再殺部隊／小小的戀愛旋律／） | DVD×2 | XQHZ-2003                            | 2011年4月6日                                            | [ 注 25 ]       |
| hide TRIBUTE VII -Rock SPIRITS- （DICE）                                                          | CD    | TKCA-74018                           | 2013年12月18日                                          | [ 注 25 ]       |

## 商業主打一覽
| 年份     | 歌曲                                                            | 商業主打                                                             | 備註 |
| -------- | --------------------------------------------------------------- | -------------------------------------------------------------------- | --- |
| 年份不詳 | 日本印度化計劃                                                  | Cheerio Corporation「Cheerio」廣告歌曲                               | 有更改音源，並把歌詞的改為商品廣告宣傳口號「俺飲」。                                                                       |
| 1991年   |                                                                 | 久光製藥「」廣告歌曲                                                 | 所有組員都在廣告影片中參演。                                                                                               |
| 1993年   | 野郎 ～100人兄貴～                                              | 卡普空製作／超級任天堂版家用主機移植遊戲「快打旋風II」廣告歌曲       | － |
| 1993年   | 暴                                                              | 住友生命保險「年金1番」廣告歌曲                                      | 主唱大槻在廣告影片中參演。                                                                                                 |
| 1993年   | 君！俺！                                                        | 麒麟啤酒「Post Water」廣告歌曲                                       | 所有組員在廣告影片中參演。 有更改音源，並把歌詞的最後改為商品廣告宣傳口號「君！！」。 後製作成CD作為抽獎活動用的禮物贈品。 |
| 1993年   | 蜘蛛絲                                                          | 進研研討會中學講座廣告歌曲                                           | 主唱大槻在廣告影片中參演。                                                                                                 |
| 1993年   | 1,000,000人少女                                                 | 卡普空製作／超級任天堂版家用主機移植遊戲「快打旋風II Turbo」廣告歌曲 | 有更改音源及歌詞。 |
| 1993年   |                                                                 | 「NTT感恩博覽會」夏季廣告歌曲                                        | 後在2008年發行的Best Album「大公式2」中收錄。並有標示「NTT的廣告歌曲」。                                                   |
| 1996年   | 香菜，我會把你的腦袋變好                                        | 朝日電視台脫口秀綜藝節目「ボイズンガルズ」主題歌曲                   | － |
| 1996年   | 真實浪漫                                                        | 南夢宮主題樂園「NAMCO WonderEggs」主題歌曲                           | － |
| 1996年   | 朝日電視台新聞節目「ウィークエンドライブ 週刊地球TV」OP主題歌曲 |                                                                      | |
| 1997年   | 小小的戀愛旋律                                                  | 東京電視台電視動畫「EAT-MAN」OP主題歌曲                              | － |
| 1997年   | -狂人間証明-                                                    | 朝日電視台體育摔角節目「リングの魂」OP主題歌曲                       | － |
| 1997年   | 221B戰記                                                        | 日本電視台體育實況「全日本職業摔角轉播」ED主題歌曲                   | － |
| 1999年   |                                                                 | Hudson製作／PS版家用主機移植遊戲「獸人格鬥2」形象歌曲、OP主題歌曲    | － |
| 2008年   | 福耳子供'08                                                     | 關西電視台脫口秀綜藝節目「未確認思考物隊」ED主題歌曲                 | － |
| 2009年   | 心折                                                            | 科樂美街機遊戲「GuitarFreaksV6＆DrumManiaV6 BLAZING!!!!」收錄歌曲    | － |
| 2013年   | 中2病神                                                         | 日本電視台郵購節目「ポシュレデパート深夜店」OP主題歌曲               | － |
| 2015年   | 混合的危險                                                      | TOKYO MX等台電視動畫「潮與虎」第1、2季／第1期OP主題歌曲              | － |
| 2016年   | 每週的奇蹟神話                                                  | TOKYO MX等台電視動畫「潮與虎」第3季／第2期OP主題歌曲                 | － |

## 書籍
- 筋肉少女帶自傳（2007年10月2日發行，K&BK&B Publishers出版 ISBN 978-4-902-80007-4）

由大槻、橘高、本城及內田在書中親自說明從成立到解散、復出的經過。並附贈音源CD收錄了從未發表的音源。
- 筋肉少女帶 SHOXX SPECIAL ～4分之一世紀之後～（2013年6月[注 27]，音樂專科社）

1991年發行的藝人書籍（雑誌《SHOXX》特別增刊號）的加持復刻版中另全新收錄組員們的專訪與現場訪問。

## 正規節目
- 筋肉少女帶的深夜改造計劃（1989年10月－1990年，日本電視台）

## 相關項目
- 由目前在籍成員（包含前任樂手）另外組成的樂團：
  - 電車（日语：電車 (バンド)）（大槻：ex）
  - 特攝（日语：特撮 (バンド)）（大槻、內田：ex）
  - （大槻、內田）
  - 扇愛奈（日语：扇愛奈）與（內田）／扇愛奈與Foo-Shah-Zoo（內田、本城）
  - 有頂天（日语：有頂天 (バンド)）（本城：ex）
  - AROUGE（日语：AROUGE）（橘高：ex）
  - X.Y.Z.→A（日语：X.Y.Z.→A）（橘高）
- 人間椅子：日本搖滾樂團。與筋少同樣受到推理小說家江戶川亂步的作品、英國樂團「深紅之王」的曲風之啟發和影響下建立深厚友誼關係。
- 電氣GROOVE（日语：電気グルーヴ）：日本樂團。和筋少一樣早期在冷門良曲中正式步入樂壇，並在筋少復出之後和主唱大槻建立深厚友誼關係。
- 陰陽座：日本重金屬樂團。其中負責貝斯的組員瞬火（日语：瞬火）從組團開始表明是筋少的大粉絲。另一位同樂團的前鼓手斗羅（日语：河塚篤史）在筋少復出之後，被提名為支援樂手，參加了筋少的復出公演。
- 久保田安紀（日语：高円寺百景）：日本女性樂手。曾以「AKI」名義從初期到中期一直擔任筋少歌曲的合音、和聲，並在1990年至1991年的巡迴演出的主打歌曲破例讓她擔任主唱。
- 井上彩名（日语：井上彩名）：日本聲優。主要在筋少的歌曲中擔任對白講等多種對白。
- Pop'n music：科樂美製作的街機音樂遊戲。其中早年首張單曲『日本印度化計畫』『釋迦』兩首都被收錄在遊戲裡，『Pop'n music Sunny Park』之後都被刪除（僅在Pop'n8～Pop'n20 fantasia有收錄）
- 綾波零：日本虛構角色，動畫《新世紀福音戰士》的主角之一。負責角色設計的貞本義行在同名作品的漫畫版後記表示把她設定成繃帶少女的形象，就是來自筋少的歌曲『可以去往任何地方的郵票（』。而她的說話方式同樣來自於筋少的另外一首歌曲。
- GuitarFreaks、DrumMania：兩部同樣都由科樂美製作的街機音樂遊戲。其中就被收錄在遊戲裡。
- 高木布（日语：高木ブー）：日本喜劇演員、喜劇團體「漂流者」（後述）的團員。起先，大槻因為未經高木的許可之下，發行自創單曲「高木布傳說」而軒然大波。最後結果為虛驚一場，並在事件平息之後，高木同意讓大槻使用因此2人彼此相識。
- 漂流者：日本長壽喜劇團體。往後筋少都對自己的音樂發展要求十分嚴格，發行了以漂流者為主題的歌曲。

## 腳註

## 外部連結
- （日語）—筋肉少女帶的官方網站。
  -  （日語）—大槻賢二的官方個人網站。
  - HONJO.COM （日語）—本城聰章的官方個人網站。
  -  （日語）—內田雄一郎的官方個人網站。
  -  （日語）—橘高文彥的官方個人網站。
  - AKIRA OHTA OFFICIAL WEBSITE （页面存档备份，存于） （日語）—太田明（ex）的官方個人網站。
  -  （日語）—三柴理（ex）的官方個人網站。
- 筋肉少女帶｜德間日本傳播旗下藝人專頁 （日語）